# Zatoka Mesarska
Zatoka Mesarska (gr. Κόλπος Μεσαράς Kolpos Mesaras) – zatoka Morza Śródziemnego, położona u południowych wybrzeży centralnej Krety. Ma 5 mil (8,0 km) długości i 15 mil (24 km) szerokości. Jest jedyną zatoką na południowym wybrzeżu Krety. Na wschodnim wybrzeżu zatoki rozciąga się równina Mesara. Na północnym wybrzeżu zatoki leży niewielki port Agia Galini. Nad zatoką położona jest również miejscowość Tympaki. W centralnej części zatoki znajdują się dwie niewielkie wysepki Paximadia. Do zatoki uchodzi rzeka Geropotamos.